# Josef Engel (zápasník)
Josef Engel (3. července 1942 Praha, Protektorát Čechy a Morava) je bývalý československý reprezentant v zápasu. Bronzový medailista z mistrovství Evropy ve volném stylu z roku 1969 v kategorii do 68 kg a osminásobný volnostylařský mistr Československa.
Dvakrát startoval na olympijských hrách. Jak v roce 1968 v Mexiku v pérové váze, tak v roce 1972 v Mnichově v kategorii do 68 kg vypadl ve třetím kole.